# 仙台市立鶴が丘小学校
仙台市立鶴が丘小学校（せんだいしりつ つるがおかしょうがっこう）は、宮城県仙台市泉区にある公立小学校である。

## 概要
旧泉市の19番目の小学校として泉市立松森小学校より分離し、松森地区と鶴が丘ニュータウンのほぼ東半分を学区として、1982年（昭和57年）4月に泉市立鶴が丘小学校として独立開校した
。

## 沿革
- 1982年（昭和57年）
  - 4月1日 - 泉市立鶴が丘小学校として開校。
  - 4月21日 - 開校式挙行。同日、校章制定。
  - 7月5日 - 校歌制定発表会開催。
  - 7月21日 - プール竣工。
- 1986年（昭和61年）
  - 3月24日 - 校木「くり」制定。
  - 9月24日 - 増築校舎竣工。
- 1988年（昭和63年）3月1日 - 仙台市との合併に伴い、仙台市立鶴が丘小学校に改称[3]。
- 1989年（平成元年）4月18日 - この日（4月18日）を「開校記念日」と定めた。
- 1992年（平成4年）
  - 4月1日 - 特別支援学級開設。
  - 10月3日 - 開校10周年記念式典挙行。
- 1997年（平成9年）4月1日 - 特別支援学級（情緒障害）開設。
- 1998年（平成10年）4月1日 - 特別支援学級（知的障害）開設。
- 2001年（平成13年）11月17日 - 開校20周年記念式典挙行。
- 2004年（平成16年）4月1日 - 特別支援学級（病弱・身体虚弱）開設。
- 2009年（平成21年）5月27日 - ICT機器重点配備モデル校に指定。
- 2011年（平成23年）11月19日 - 開校30周年記念式典挙行。
- 2013年（平成25年）4月1日 - 病弱・身体虚弱学級新設。
- 2014年（平成26年）
  - 4月1日 - 知的障害学級開設。
  - 8月25日 - 自閉症・情緒障害学級新設。
- 2016年（平成28年）
  - 3月11日 - 防災備蓄倉庫設置。
  - 11月25日 - 自然観察園リニューアルオープン。
- 2017年（平成29年）4月1日 - 地域連携室新設。
- 2018年（平成30年）10月31日 - 校舎内トイレ洋式化工事完了（洋式化率50%達成）。

## 学区
出典
- 鶴が丘1丁目（全域）
- 鶴が丘3丁目（1～16番）
- 鶴が丘4丁目（1～8号）
- 松森（字阿賀途、字阿比古、字戌亥沢、字下台、字陣ケ前、字堰堀、字台、字台谷地、字八合、字東沢、字深田、字仏沢、字真米、字松木沢）

## 進学先
出典
- 鶴が丘中学校

## 周辺
- 鶴が丘1丁目南公園 - 校地の一部が隣接
- 鶴が丘1丁目南集会所
- 仙台北自動車学校
- なお、校地のすぐ東側は、宮城野区との区境線となっている。

## アクセス
- 宮城交通バス「鶴が丘NT線」で、「鶴が丘一丁目」停留所から、徒歩約675m・約10分。